# 감천항로
감천항로는 부산광역시 사하구 감천동 감천중앙부두삼거리와 감천항 구평방파제를 잇는 부산광역시의 도로이다.

## 주요 경유지
부산광역시
- 사하구 감천동 - 구평동

## 노선
| 이름                        | 접속 노선                          | 소재지     | 소재지 | 비고 |
| --------------------------- | ---------------------------------- | ---------- | ------ | ---- |
| 감천중앙부두삼거리          | 부산광역시도 제66호선 (을숙도대로) | 부산광역시 | 사하구 | 시점 |
| 감천 중앙부두 감천 한보부두 |                                    | 부산광역시 | 사하구 |      |
| 구평삼거리                  | 서포로                             | 부산광역시 | 사하구 |      |
| (이름 없음)                 | 구평로                             | 부산광역시 | 사하구 |      |
| 감천컨테이너터미널          |                                    | 부산광역시 | 사하구 |      |
| (두송대선터널입구)          | 다송로                             | 부산광역시 | 사하구 |      |
| 구평방파제                  |                                    | 부산광역시 | 사하구 | 종점 |

## 주요 건물 및 시설
- 부산항만공사 감천사업소 (부산광역시 사하구 감천항로 35)